# أنتوني مارشال (لاعب كرة قدم أمريكية)
أنتوني مارشال (بالإنجليزية: Anthony Marshall)‏ هو لاعب كرة قدم أمريكية أمريكي، ولد في 16 سبتمبر 1970 في موبيل في الولايات المتحدة.

## وصلات خارجية
- أنتوني مارشال على موقع مرجع كرة القدم المحترفة.كوم (الإنجليزية)
- أنتوني مارشال على موقع JustSportsStats.com (الإنجليزية)